# HMS Ultor (1942)
HMS Ultor (P53) («Ультор») — британская дизельная подводная лодка типа U (третьей группы). Построена на верфи «Виккерс-Армстронг» в Барроу-ин-Фёрнесс. Участвовала во Второй мировой войне. Единственная подводная лодка (и единственный корабль Королевских ВМС Великобритании), носившая подобное имя.

## Служба
Во время Второй мировой войны подлодка действовала в Средиземноморье. К числу потопленных ею кораблей относятся французское судно «Пенерф» (Penerf), итальянский вспомогательный тральщик «Туллио №92» (No.92/Tullio), итальянское торговое судно «Вальфьорита» (Valfiorita), итальянский миноносец «Линче» (Lince), немецкое торговое судно «Аверса» (Aversa, бывшее греческое «Какулима»), немецкий парусник «Пауле» (Paule), сторожевик FCi-01, патрульный корабль SG-11 (бывший французский «Алис Робер»), немецкий буксир «Цебре» (Cebre), немецкие танкеры «Феликс-1» (Felix 1) и «Темпо-3» (Tempo 3, бывший греческий «Паллас»), немецкий  патрульный корабль «Винотра III» (Vinotra III) и охотник за подводными лодками UJ-2211 «Харди» (Hardy). Также подлодкой были торпедированы ещё девять парусников в Средиземном море.
К числу неудачных атак «Ультора» относятся попытки торпедировать французское торговое судно «Конде» (Condé) и датское торговое судно «Николине Марск» (Nicoline Maersk), захваченные немцами; атаки на минный заградитель «Нидерзаксен» (Niedersachsen) и постановщик сетей NT-38. Подлодка также повредила, но не потопила одно французское рыболовное судно, а затем тяжело повредила торпедной атакой танкер «Шампань» (Champagne), который потом был добит подлодкой «Апрор». К моменту 19 октября 1943 (тогда было потоплено судно «Аверса») «Ультор» выпустил 68 торпед, попав 32 раза (47%), что было рекордом для подводной лодки на тот момент. Командовал ею Джордж Хант.
После войны «Ультор» вернулся в плавучий док HMS Dolphin в Госпорте, после ремонта вступил в 6-ю флотилию в Блайте, а затем ушёл в Ротсэй на стоянку HMS Cyclops. Некоторое время был учебной мишенью, затем переведён в Лондондерри, а 22 января 1946 был пущен на слом в Брайтон-Ферри.